# كارلوس باراهونا
كارلوس باراهونا (بالإسبانية: Carlos Barahona) هو لاعب كرة قدم كولومبي، ولد في 20 يناير 1980 في Bugalagrande ‏ في كولومبيا. لعب مع أتلتيكو ناسيونال وديبورتيفو باستو ونادي سان خوسيه.

## وصلات خارجية
- كارلوس باراهونا على موقع قاعدة بيانات كرة القدم.إي يو (الإنجليزية)